# 黃寶螺
黃寶螺（学名：Cypraea moneta）为寶螺科寶螺屬下的一个种。